# The New Grove Dictionary of Music and Musicians
The Grove Dictionary of Music and Musicians, často jen Grove, nebo The Grove, je anglickojazyčný encyklopedický slovník obsahující hesla z oboru hudby a osob hudebníků. Společně s německojazyčným slovníkem Musik in Geschichte und Gegenwart (MGG) je nejvýznamnějším a nejrozsáhlejším slovníkem evropské (resp. západní) hudby. Dostupný je také v elektronické verzi.

## Historie
První vydání pod názvem Dictionary of Music and Musicians in four volumes vyšlo v tištěné formě v letech (1878, 1880, 1883 a 1899) redakci Sira George Grovea. Nejnovější vydání (The New Grove Dictionary of Music and Musicians, 2. vydání) bylo vydáno roku 2001 a čítá 29 svazků. Redaktorem byl Stanley Sadie († 2005).

## Oxford Music Online
Druhé vydání The New Grove proběhlo současně se spuštěním zpoplatněné internetové verze. Ta obsahuje hesla obsažená v tištěné verzi, která jsou však v případě potřeby průběžné aktualizována.

## The New Grove2. vydání – seznam dílů
| Díl | obsah                                           | rok vydání | počet stran |
| --- | ----------------------------------------------- | ---------- | ----------- |
| 1   | A to Aristotle.                                 | 2001       | 912         |
| 2   | Aristoxenus to Bax.                             | 2001       | 937         |
| 3   | Baxter to Borosini.                             | 2001       | 919         |
| 4   | Borowski to Canobbio.                           | 2001       | 938         |
| 5   | Canon to Classic rock.                          | 2001       | 929         |
| 6   | Claudel to Dante.                               | 2001       | 935         |
| 7   | Đ`an tranh to Egüés.                            | 2001       | 916         |
| 8   | Egypt to Flor.                                  | 2001       | 947         |
| 9   | Florence to Gligo.                              | 2001       | 947         |
| 10  | Glinka to Harp.                                 | 2001       | 929         |
| 11  | Harpégé to Hutton.                              | 2001       | 900         |
| 12  | Huuchir to Jennefelt.                           | 2001       | 950         |
| 13  | Jennens to Kuerti.                              | 2001       | 950         |
| 14  | Kufferath to Litton.                            | 2001       | 897         |
| 15  | Liturgy to Martinů.                             | 2001       | 945         |
| 16  | Martín y Coll to Monn.                          | 2001       | 946         |
| 17  | Monnet to Nirvana.                              | 2001       | 929         |
| 18  | Nisard to Palestrina.                           | 2001       | 957         |
| 19  | Paliashvili to Pohle.                           | 2001       | 942         |
| 20  | Pohlman to Recital.                             | 2001       | 915         |
| 21  | Recitative to Russian Federation, SI.           | 2001       | 939         |
| 22  | Russian Federation, SII to Scotland.            | 2001       | 922         |
| 23  | Scott to Sources.                               | 2001       | 930         |
| 24  | Sources of instrumental ensemble music to Tait. | 2001       | 933         |
| 25  | Taiwan to Twelve Apostles.                      | 2001       | 940         |
| 26  | Twelve-note to Wagner tuba.                     | 2001       | 980         |
| 27  | Wagon to Żywny.                                 | 2001       | 897         |
| 28  | Appendixes.                                     | 2001       | 647         |
| 29  | Index / by Margot Levy.                         | 2001       | 813         |